# Hermann von Hanneken
Hermann Konstantin Albert Julius von Hanneken (5 de enero de 1890 - 22 de julio de 1981) fue un General de Infantería alemán, quien fue el comandante supremo de las fuerzas alemanas en Dinamarca entre el 29 de septiembre de 1942 y enero de 1945.

## Carrera temprana
En 1908, después de entrenarse en una escuela de cadetes, von Hanneken se unió al ejército como Fähnrich. Un año más tarde fue promovido a Leutnant. En abril de 1917 fue transferido al Estado Mayor General, y un año más tarde fue promovido a Hauptmann.

## Primera Guerra Mundial
En 1915 von Hanneken se convirtió en Oberleutnant y ayudante de un regimiento en la I Guerra Mundial. En julio de 1916 von Hanneken fue transferido al 260.º Regimiento de Infantería de la Reserva, donde sirvió como jefe de una compañía de metralleta.

## Interbellum
Después de la guerra von Hanneken, en 1919, estuvo entre los oficiales que se unieron al Reichswehr alemán. Entonces asumió un puesto en el Ministerio del Reichswehr donde estuvo al año siguiente. Después entre 1924 y 1927 fue transferido al Reichwaffenamt (comando de material). A partir de 1927 lideró las tropas como comandante de compañía, y continuó hasta 1930 cuando fue promovido a Mayor. Tres años después fue promovido de nuevo a Oberstleutnant. A partir de 1935 estuvo al mando de un regimiento y fue así promovido a Oberst.
Un año después, en 1936, fue transferido al Heereswaffenamt (comando de material), donde se convirtió en Jefe de Estado Mayor. El 3 de julio de 1937, se hizo responsable de la adquisición de hierro y acero. El 1 de septiembre de 1939 fue seleccionado como Jefe de la Sección II (Industrial) en el ministerio de comercio. En 1940 recibió el puesto como vice Secretario de Estado. Ese mismo año fue promovido a Generalleutnant y en 1941 a General der Infanterie.

## Segunda Guerra Mundial
Después de estallar la II Guerra Mundial una crisis de suministro en la división de hierro y acero le causó problemas, y solo Hans Kehrl pudo salvarlo. El tiempo de suministro había aumentado dramáticamente debido a un periodo de dos años en que von Hanneken había aprobado suministros que excedían la cantidad de hierro y acero que podía ser distribuida. Hans Kehrl no dijo nada sobre esto en sus informes públicos, pero su subordinado Arnold Köster sí lo hizo en su lugar. Kehrl escribió en sus memorias que von Hanneken no era lo suficientemente decisivo y tenía miedo a un conflicto.
Von Hanneken también era responsable de abordar los problemas del carbón para la industria del acero. Así el 6 de junio de 1941 apeló en el 11.º encuentro en el Generalrat der Wirtschaft el problema que la demanda de carbón en los últimos cuatro años había crecido más rápidamente que el suministro. Los países europeos que eran dependientes del carbón alemán solo obtuvieron el 60% de la suma reclamada. Desde abril de 1941 los consumidores domésticos de carbón tuvieron que aceptar una reducción del suministro de alrededor del 10%. Esto llevó al cierre de empresas o a la reducción de las operaciones. Los suministradores domésticos de energía tuvieron que aceptar una reducción del consumo de carbón del 20%.
En marzo/abril de 1942 a von Hanneken se le denegó la responsabilidad de la distribución de hierro y acero, que fue transferido a la denominada planificación central. Como resultado de más cambios en las tareas de la Sección II, mayormente transferidas a otros cuerpos, Hanneken se fue de vacaciones en agosto de 1942 y abandonó la Sección II en octubre.
El 12 de octubre de 1942 asumió los deberes de Erich Lüdke como comandante de las fuerzas alemanas en Dinamarca. Fue responsable de la defensa ante una invasión y asumió una línea más dura contra el movimiento de resistencia danés, lo que le llevó a un conflicto con Werner Best.
El 29 de agosto de 1943 von Hanneken impuso la ley marcial en Dinamarca. Fue el resultado del crecimiento del descontento, huelgas y actos de sabotaje en los meses previos. Simultáneamente, el Ejército danés y la armada fueron disueltos y su personal internado. Von Hanneke fue informado pero no participó en la acción contra los judíos daneses a principios de octubre de 1943 liderada por Günther Pancke. El 19 de septiembre de 1944 se volvió atrás sobre la disolución de la policía danesa.
En enero de 1945 fue liberado de su mando y remplazado por Georg Lindemann. Fue acusado de corrupción por un juicio marcial-Nacional alemán y sentenciado a 8 años de cárcel. Fue, sin embargo, perdonado por Adolf Hitler, quien pensó que no podían permitirse el lujo de tener a von Hanneken sentado en la cárcel. En su lugar, von Hanneken fue degradado a Mayor y enviado al frente. Al final de la guerra pasó a ser prisionero americano. De ahí, fue extraditado a Dinamarca, donde en 1948 fue sentenciado a 8 años de cárcel.
En la Corte fue absuelto el 9 de mayo de 1949. Fue expulsado de Dinamarca y vivió a partir de entonces retractado hasta su muerte en 1981.

## Condecoraciones
- Cruz de Caballero de la Cruz al Mérito Militar con Espadas (21 de diciembre de 1944)
- Caballero de Honor de la Orden de San Juan (Bailiazgo de Brandeburgo)
- Cruz Alemana en Oro (2 de diciembre de 1944)
- Cruz de Hierro de 1914, 1.ª y 2.ª Clase
- Cruz de Honor de la Guerra Mundial 1914/1918
- Orden al Mérito Militar de Baviera, 4.ª Clase con Espadas
- Cruz Hanseática de Hamburgo
- Cruz al Mérito Militar austriaco, 3.ª Clase con Decoración de Guerra
- Cruz de Caballero de la Orden al Mérito Militar búlgara
- Medalla Otomana de Guerra  (más conocida como la "Estrella de Galípoli" o "Creciente de Hierro")
- Cruz de Hierro de 19389, 1.ª y 2.ª Clase
- Cruz al Mérito en la Guerra, 1.ª y 2.ª Clase (Brunswick)
- Cruz de Federico Augusto, 1.ª y 2.ª Clase
- Medalla de herido de 1918 en Negro
- Condecoración al Largo Servicio en la Wehrmacht, 4.º con 1.ª clase